# Lago Omodeo
Lago Omodeo – sztuczny zbiornik wodny położony w centralnej części Sardynii w prowincji Oristano we Włoszech. Jest to największe jezioro Sardynii oraz jedno z największych sztucznych jezior Europy.

## Geografia
Jezioro położone jest na obszarach gmin: Aidomaggiore, Ardauli, Bidonì, Busachi, Ghilarza, Nughedu Santa Vittoria, Sedilo, Soddì, Sorradile, Tadasuni oraz Ula Tirso. Zajmuje powierzchnię 29,37 km² przy zlewni wynoszącej 2058 km², jezioro rozciąga się na blisko 22 km długości. Objętość jeziora to 0,792 km³ przy maksymalnej głębokości wynoszącej około 55 m. Jezioro znajduje się około 188 m n.p.m.
Temperatura wody zimą wynosi około 14 °C oraz około 24 °C latem.
Jezioro powstało w wyniku budowy tam Santa Chiara w 1918 i 1924, a następnie Eleonora D'Arbore co doprowadziło do spiętrzenia wód rzeki Tirso. Budowa zapory Eleonora D'Arbore została rozpoczęta w 1982, a ostatecznie została zakończona w 2000, po napełnieniu zbiornika, które zostało rozpoczęte w 2003 Lago Omodeo uznawane jest za jedno z największych sztucznych jezior w Europie.

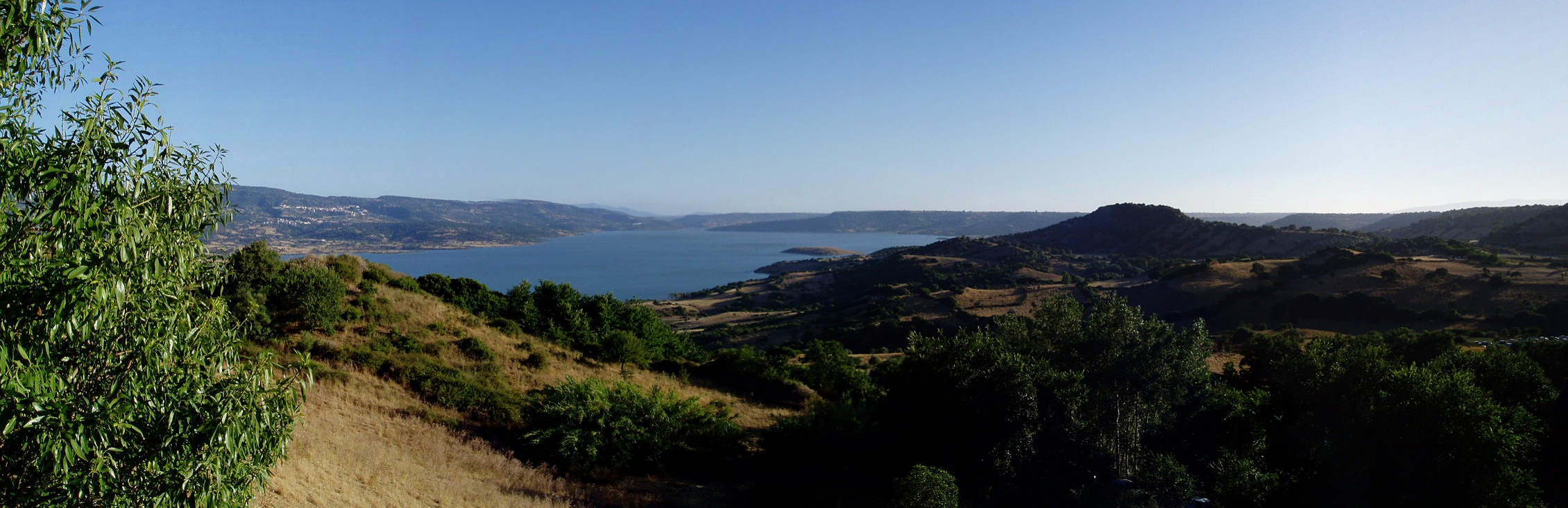
Panorama Lago Omodeo

Wody jeziora skrywają wiele archeologicznych pozostałości (w tym Nurag) oraz skamieniały las sprzed 30 mln lat, w bardzo suche lata kiedy poziom wody spada, część z tych elementów można obserwować z brzegu.

## Fauna i flora
Mimo iż jezioro jest sztucznym zbiornikiem wodnym jest domem dla wielu gatunków zwierząt.
Fauna reprezentowana jest głównie przez ptaki takie jak: kraska zwyczajna, kulon zwyczajny, sokół wędrowny, rybołów zwyczajny, brodziec piskliwy, rożeniec zwyczajny, głowienka zwyczajna, płaskonos zwyczajny, cyraneczka zwyczajna, świstun zwyczajny, łyska zwyczajna, kokoszka zwyczajna, krzyżówka, krakwa, gęgawa oraz czaple takie jak czapla nadobna, czapla biała czy czapla siwa.
W wodach jeziora można natrafić na takie ryby jak: karp, okoń pospolity, bass wielkogębowy czy ateryna Boyera.
Z płazów i gadów można wymienić: żółw błotny, żółw grecki, Discoglossus sardus czy Phyllodactylus europaeus.
Roślinność brzegów jeziora charakteryzuje obecność głównie taki roślin jak: dęby w tym dąb omszony, dąb ostrolistny, topola biała, wierzba krucha, wiąz pospolity, jesion mannowy, tamaryszek francuski czy Tamarix africana.